# George Saunders (pisarz)
George Saunders (ur. 2 grudnia 1958) – amerykański pisarz opowiadań, powieści, nowel, książek dla dzieci i esejów. Jego twórczość pojawiła się w „The New Yorker”, „Harper’s”, „McSweeney's” i „GQ”. W latach 2006–2008 cotygodniową kolumnę w „American Psyche” przeniósł do gazety „The Guardian”.
Jako profesor na Syracuse University, Saunders zdobył National Magazine Award w kategorii fikcji w latach 1994, 1996, 2000 i 2004. W 1997 zdobył nagrodę O. Henry Award. Jego pierwszy zbiór opowiadań, CivilWarLand in Bad Decline, został w 1996 nominowany do PEN/Hemingway Award. W 2006 otrzymał stypendium przyznane przez MacArthur Fellowship. W 2006 zdobył World Fantasy Award za swoje opowiadanie CommComm.
Jego zbiór opowiadań In Persuasion Nation został nominowany do The Story Prize w 2007. W 2013 wygrał PEN/Malamud Award i zdobył nominacje do National Book Award. Jego 10 grudnia (Tenth of December: Stories) wygrało w 2013 Story Prize w kategorii short-story collections oraz inauguracyjną nagrodę Folio Prize w 2014. Jego powieść Lincoln w Bardo w 2017 zdobyła Man Booker Prize.

## Twórczość

### Powieści
- Lincoln w Bardo (Lincoln in the Bardo, 2017, wyd. pol. 2017)

### Krótkie formy
- CivilWarLand in Bad Decline (1996)
- Sielanki (Pastoralia, 2000, wyd. pol. 2021)
- In Persuasion Nation (2006)
- 10 grudnia (Tenth of December: Stories, 2013, wyd. pol. 2016)
- Liberation Day: Stories (2022)

### Eseje
- Kąpiel w stawie podczas deszczu (A Swim in a Pond in the Rain: In Which Four Russians Give a Master Class on Writing, Reading, and Life, 2021, wyd. pol. 2022)